# 王厚斌
王厚斌（1961年—），安徽砀山人，中国人民解放军上将。
1979年参加中国人民解放军，曾任总参谋部办公厅综合研究室主任、东海舰队副参谋长兼舟山基地副司令员。2016年1月，任海军南海舰队参谋长。2018年4月，上调海军总部，任海军副参谋长。2018年12月，升任海军副司令员。
2014年12月，晋升海军少将军衔。2019年12月12日，晋升海军中将军衔。
2023年7月，晋升上将军衔，任火箭军司令员。